# George Spaak
George Spaak, född 11 februari 1877 i Stockholm, död 25 februari 1966 i Söderhamn, var en svensk ingenjör. Han var far till Ragnar Spaak.
George Spaak utexaminerades 1897 från Kungliga Tekniska högskolans avdelning för elektroteknik. Åren 1900–02 hade han anställning i Storbritannien och företog studieresor till USA och Tyskland. Han var anställd vid Carl Wilhelm Bildts ingenjörsbyrå i Stockholm 1902–04 och vid Bergvik och Ala Nya AB 1904–44, först som driftsingenjör vid dess sulfitfabrik i Bergvik 1904–15 och därefter som chef för bolagets kraftförvaltning i Bergvik.
Spaak var en av Sveriges första privatflygare med eget flygplan och var ledamot av 1931 års flygkommitté, av Ingenjörsvetenskapsakademiens flygtekniska kommitté 1924–43 och luftskyddschef i Söderhamns luftskyddsområde. Han författade utredningar och uppsatser i flygtekniska frågor samt Männen kring Carl Daniel Ekman (1957). Han var ledamot av kommunalfullmäktige i Söderala landskommun 1919–31.

## Verk
- Männen kring Carl Daniel Ekman (1957)

## Utmärkelser
- Riddare av Nordstjärneorden
- Riddare av Vasaorden
- Ledamot av flygtekniska kommittén i Kungliga Ingenjörsvetenskapsakademien